# Vom jüdischen Theater
Vom jüdischen Theater ist ein Prosafragment  von Franz Kafka, das im Jahr 1917 entstand und in den nachgelassenen Schriften und Fragmenten abgedruckt ist.

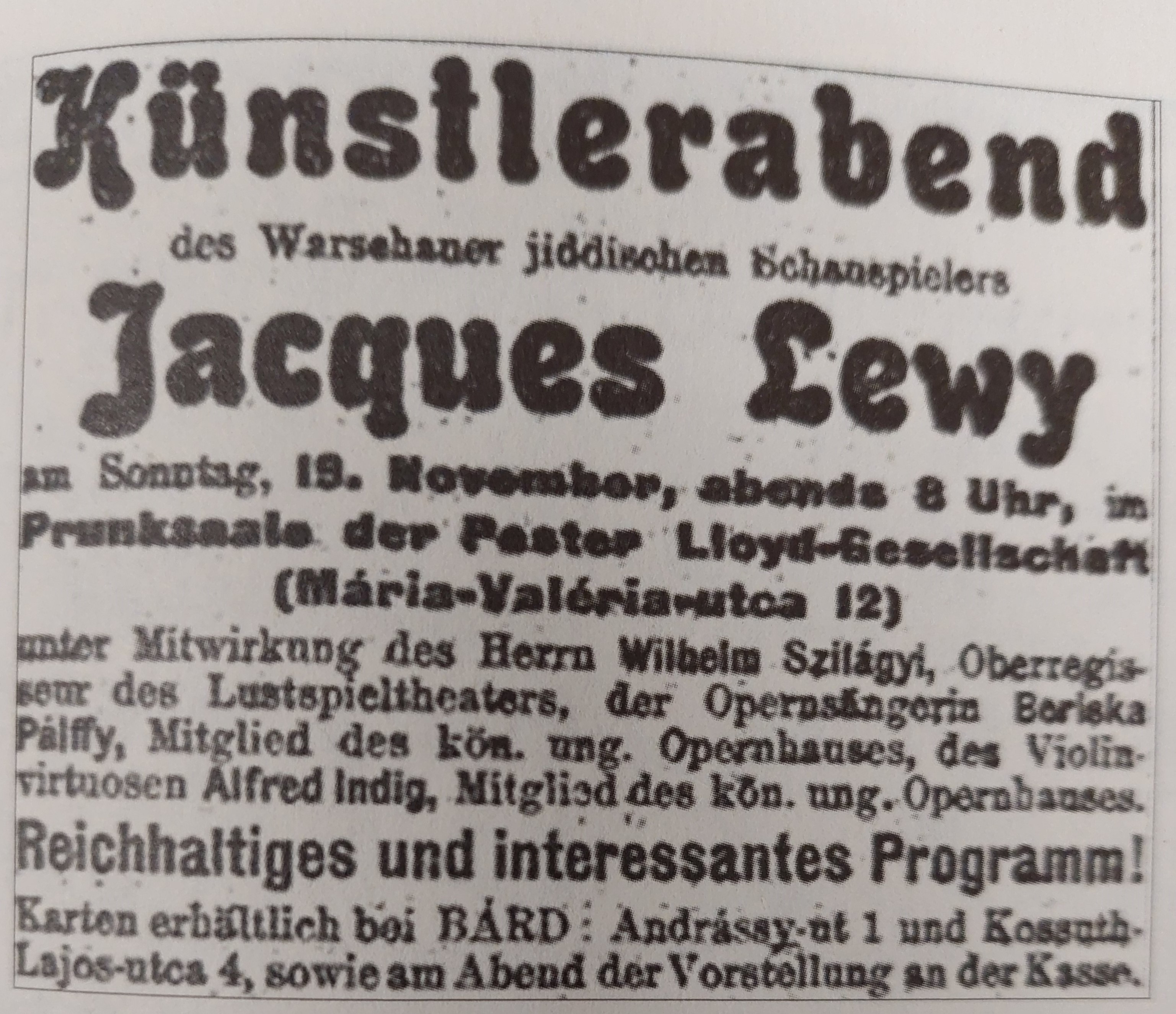
Jizchak Löwy gastiert 1916 in Budapest

Es enthält von Kafka niedergeschriebene Erinnerungen seines Freundes Jizchak Löwy, der ein jüdisches Theater leitete, das einige Monate in Prag stationiert war und in dem überwiegend jiddisch gesprochen wurde. Löwy ist nicht verwandt mit Kafkas gleichnamigen Angehörigen mütterlicher Herkunft.

## Entstehung
Dieses Stück aus den nachgelassenen Schriften entstand im Sommer 1917, als Kafka seinen Freund Löwy zufällig in Budapest wieder traf. Sie hatten in den Jahren 1911 und 1912 eine enge Freundschaft gepflegt, wie es Kafkas Tagebüchern zu entnehmen ist.
Es handelt sich um Aufzeichnungen im Rahmen der sogenannten Konvolute, das vorliegende als Konvolut „Vom jüdischen Theater“ bezeichnet.
Das Fragment ist nicht in allen handelsüblichen Kafka-Ausgaben zu finden, wird aber von aktuellen Biographen und Publikationen erwähnt (Siehe Peter-André Alt „Kafka Der ewige Sohn“, Reiner Stach „Kafka Die Jahre der Entscheidungen“, Webauftritt The Kafka-Projekt von Mauro Nervi, das den Text enthält).

## Inhalt
Das Prosastück will keine objektiven Fakten wiedergeben, sondern persönliches Erleben und Erfahren. Löwy berichtet von seinem Aufwachsen in Warschau in einer Familie, in der das Theater als trefe galt. Nur am Purim-Fest, einem fröhlichen jüdischen Feiertag, habe sich ein Vetter verkleidet und einen „lustigen Handelsjüden“ gespielt. Der achtjährige Löwy sei ganz bezaubert davon gewesen und habe sich vorgenommen, es seinem Vetter gleichzutun, wenn er älter sei. Später habe er erfahren, dass es in Warschau ein Theater in einem prächtigen Gebäude gebe, in dem an jedem Abend und nicht nur zu Purim gespielt werde. Als er dies in seiner Familie angesprochen habe, sei er angeschrieen worden: ein jüdisches Kind dürfe vom Theater nichts wissen, das sei nicht erlaubt; das Theater sei nur für Goim und eine verbotene und sündhafte Sache.
Aber es lässt ihm keine Ruhe. Mit 14 Jahren besucht er heimlich das große Theater. Es wird die Oper Die Hugenotten von Giacomo Meyerbeer gegeben. Löwy kennt daraus viele Melodien, weil sie von ihm und seinen Mitschülern in der Talmudschule schon längst gesungen werden. Er ist nun häufig heimlicher Gast im Theater, sieht dort auch Friedrich Schillers Räuber. Um standesgemäß gekleidet zu sein, kauft er sich für jeden Abend einen neuen Kragen und Manschetten, die er auf dem Nachhauseweg in die Weichsel wirft.
Dann erfährt er, dass es auch ein jüdisches Theater gibt. Er wagt zunächst nicht, es zu besuchen, seine Eltern hätten davon leicht erfahren können. Aber es lässt ihm keine Ruhe. Schon beim ersten Besuch fühlt er sich dort sehr wohl als ein junger Mann mit seinem „langen Kaftänchen“ unter locker gekleideten, laut jiddisch sprechenden Menschen. Er erlebt ein komisches Drama mit Gesang und Tanz, teils deutsch, teils jiddisch gesprochen. Es gefällt ihm besser „als die Oper, das dramatische Theater und die Operette zusammen genommen“, denn alles war enthalten „Drama, Tragödie, Gesang, Komödie“. Ihm war damit klar, dass er ein jüdischer Schauspieler werden wollte. Am nächsten Tag folgt die Unterredung mit dem Vater in Anwesenheit der Mutter. Beide sind tief betrübt, dass man ihn im jüdischen Theater gesehen hat. Der Vater klagt, dass dies Jizchak „weit, sehr weit führen“ würde. Und Jizchak bekräftigt abschließend, dass der Vater recht gehabt habe.

## Form und Textanalyse
Das Prosastück nennt einleitend den Namen des Protagonisten Jizchak Löwy, dessen Theaterleben Kafka beschreibt.
Der erste Absatz ist eine Art Prolog, der ausführt, was dieses Fragment nicht leisten will, nämlich die Wiedergabe nüchterner Fakten über das jüdische Theater. Gleichzeitig wird auf eine im weiteren Text nicht mehr näher thematisierte Wunde und deren notwendiges Heilmittel im Zusammenhang mit diesem Theater hingewiesen.
Dieser erste Absatz ist in einem unpersönlichen Erzählstil gehalten und scheint im Gegensatz zum weiteren Stück, das von Löwys konkreten Jugenderinnerungen in der Ich-Form handelt, eine direkte Aussage Kafkas zu sein. Die Erwähnung von verdeckter Wunde, Krankheit und Suche nach einem Heilmittel lässt an die Vorgänge in der Erzählung Ein Landarzt denken. Im Rest des vorliegenden Fragmentes, also in der Aussage, die eindeutig Löwy zugerechnet werden kann, kommt die Vorstellung von Wunde und Heilungsnotwendigkeit im Zusammenhang mit dem jüdischen Theater nicht mehr vor.
Aus dem Fragment spricht vielmehr die große begeisterte Hinwendung Löwys an das Theater allgemein und das jüdische Theater insbesondere, allen familiären Widerständen zum Trotz. Den letzten Satz des Vaters, der als Drohung und Befürchtung gemeint war, interpretiert Löwy zu seinen Gunsten. Denn er kommt später tatsächlich mit dem jüdischen Theater weit in der Welt herum, und er hat in Kafka und dessen Umfeld intellektuelle Freunde und Zuschauer gefunden, zu denen er sonst nie Zugang gehabt hätte.
Löwys Erzählung über seine fast zwanghafte Annäherung an das Schauspielertum ist durchsetzt von jiddischen Begriffen. Siehe trefe – nicht koscher, chaser – Schwein, Cheder – Raum, Klaus – Talmudschule, Kasche – Haferbrei (hier: etwas braut sich zusammen).

## Biografische Bezüge

Jizchak Löwy um 1911

Kafka hat im Herbst 1911 die ersten Aufführungen des jüdischen Theaters unter der Leitung von Löwy gesehen und war sofort berührt von der Vitalität, den ausdrucksstarken Gesten, der Vermischung von Gesang, Tanz und Drama.
Das jüdische Theater hat seine Wurzeln in Osteuropa. Als die bekanntesten Stückeschreiber dieses Genres sind Abraham Goldfaden und Jakob Gordin zu nennen.
Kafka hatte schnell Zugang zu der Theatergruppe um Löwy gefunden und diese zum Teil auch organisatorisch unterstützt. Die Schauspielerinnen Klug und Tschissik übten erotische Anziehung auf ihn aus. Löwy selbst wurde ein Freund, mit dem er zum Leidwesen seines Vaters täglich Umgang hatte. Des Vaters Kommentar zu dieser Freundschaft lautete: „Wer sich mit Hunden zu Bett legt, steht mit Wanzen auf.“ Jahre später thematisiert Kafka diesen herabwürdigenden Spruch in seinem Brief an den Vater.

## Zitat
- 1. Abs. (Kafka): Nur nach Erkennen der Krankheit lässt sich ein Heilmittel finden und möglicherweise das wahre jüdische Theater schaffen.
- Löwy: Die ganze Nacht habe ich vor Aufregung nicht geschlafen, das Herz sagte mir, daß auch ich einst im Tempel der jüdischen Kunst dienen, ein jüdischer Schauspieler werden soll.

## Ausgabe
- Malcom Pasley (Hrsg.): Nachgelassene Schriften und Fragmente. I. Fischer Taschenbuch Verlag, ISBN 3-596-15700-5, S. 217–224.

## Literatur

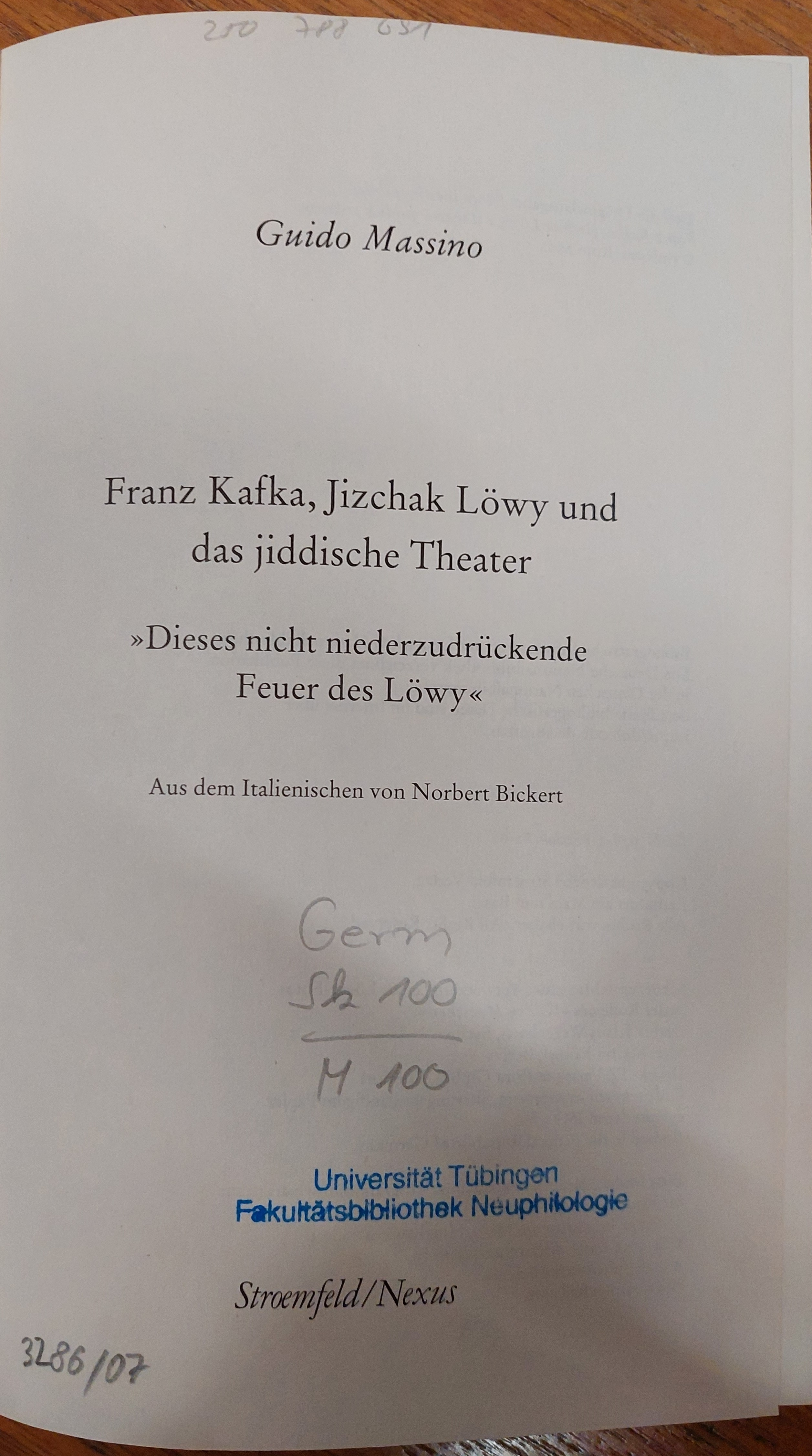
Dieses nicht niederzudrückende Feuer des Löwy (Guido Massino, 2007)